# Eros Grezda
Eros Genc Grezda, né le 15 avril 1995 à Gjakovë/Đakovica, est un footballeur international albanais qui évolue au poste d'ailier.

## Biographie

### En club
Il inscrit un total de 19 buts dans le championnat de Serbie entre 2015 et 2018. Il participe également aux tours préliminaires de la Ligue Europa.

### En sélection
Grezda est appelé pour la première fois dans l'équipe senior albanaise par l'entraîneur Gianni De Biasi, pour les matches de qualification de la Coupe du Monde 2018 contre le Liechtenstein et l'Espagne en octobre 2016. 
Grezda fait ses débuts en équipe senior le 24 mars 2017, face à l'Italie, remplaçant à la 87e son coéquipier Odise Roshi. Par la suite, le 13 novembre 2017, il inscrit son premier but contre la Turquie.

## Palmarès

### En club
- Rangers FC
  - Vice-champion d'Écosse en 2019